# La Chèze
La Chèze (tiếng Breton: Kez) là một xã của tỉnh Côtes-d’Armor, thuộc vùng Bretagne, tây bắc Pháp.

## Dân số
Người dân ở La Chèze được gọi là Chéziens.